# Edvin Thun
Karl Edvin Thun, född 1 februari 1898 i Stockholms-Näs församling, död 4 februari 1962 i Enköping, tjänsteman och socialdemokratisk riksdagspolitiker.
Thun var landstingsledamot från 1943 och ledamot av riksdagens första kammare från 1951 till sin död, invald i Stockholms läns och Uppsala läns valkrets.